# Африкантов, Игорь Иванович
Игорь Иванович Африка́нтов (21 октября 1916, Пушкарка, Шатовский сельсовет — 19 июля 1969, Горький) — советский конструктор ядерных реакторов и оборудования для атомной промышленности, гражданского и военно-морского флота, доктор технических наук, Герой Социалистического Труда, лауреат Ленинской и Сталинской премий, основатель, начальник и главный конструктор (с 1951) нижегородского Опытного конструкторского бюро машиностроения (ОКБМ).

## Биография
Родился в семье сельских учителей в деревне Пушкарка (в 1950-е годы деревня слилась с селом Выездное, в составе которого обозначена как улица Пушкарка) Арзамасского уезда Нижегородской губернии. После окончания средней школы в Горьком в 1934 году поступил в Горьковский политехнический институт имени А. А. Жданова (1934—1938), по окончании получил квалификацию судостроителя-теплотехника.
В 1939 — 1942 годы — начальник группы конструкторского бюро Сталинградской судостроительной верфи (завод № 246).
С 1942 работал в городе Горьком на заводе № 92 (Горьковский машиностроительный завод — ГМЗ):
- 1942—1951 годы — начальник отделения, заместитель начальника цеха, начальник инструментального цеха, заместитель главного технолога, заместитель начальника Особого конструкторского бюро по опытным работам, заместитель начальника — главного конструктора ОКБ;
- 1951—1954 годы — главный конструктор ОКБ завода;
- 1954—1964 годы — начальник и главный конструктор ОКБ завода;
- 1964—1969 годы — начальник и главный конструктор ОКБМ.

Руководил работами по проектированию 9 промышленных уран-графитовых реакторов и 5 тяжёловодных реакторов. Он возглавлял работу ОКБМ по проектированию и освоению производства первого в мире энергетического реактора на быстрых нейтронах с натриевым теплоносителем БН-350 и БН-600.
Выступил основателем физико-технического факультета при НГТУ.

## Признания
- Герой Социалистического Труда (1960) — за создание реакторной установки первого атомного ледокола «Ленин»
- три ордена Ленина (1951, 1959, 1960)
- орден Трудового Красного Знамени (1954)
- орден Красной Звезды (1945)
- орден «Знак Почёта»а (1944)
- медали
- Ленинская премия (1958) — за разработку и пуск диффузионных заводов, обеспечивших производство высокообогащённого урана
- Сталинская премия первой степени (1953) — за усовершенствование производства урана-235 и за получение урана-235 с концентрацией 90 %

## Память

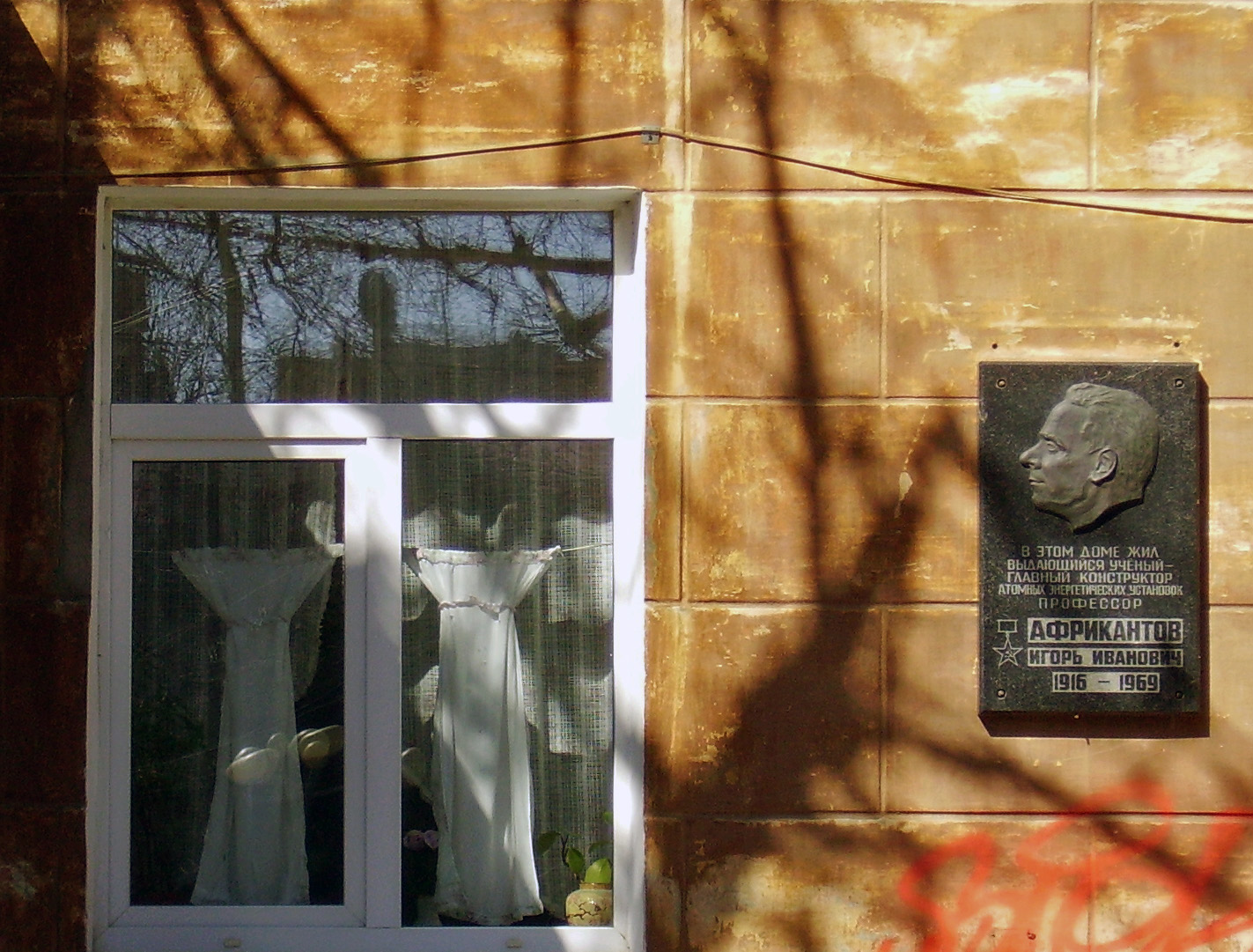
Мемориальная доска на доме 3 по улице Нестерова, где жил Африкантов в Нижнем Новгороде

Похоронен на Бугровском кладбище Нижнего Новгорода.
- Именем Африкантова в 1998 году названо «ОКБМ» (ныне Федеральный научно-производственный центр атомного машиностроения)
- На доме 3 по улице Нестерова, где Африкантов жил в Нижнем Новгороде, установлена мемориальная доска